# マン盆栽
マン盆栽（マンぼんさい）はフィギュア（小さな人形）などでデコレーションされた盆栽の一種。盆栽の上や周辺にフィギュアなどを配置することで、ジオラマのようなドラマ性を作り出すことを特徴とする。マンボミュージシャンのパラダイス山元によって始められ、現在でも彼が家元である。名前の由来は「マンボ+盆栽」。
フィギュアは鉄道模型用のものがよく用いられるが、ペットボトルのおまけや、ガチャガチャなどのカプセルトイ、食玩など基本的に何であっても構わない。このようなミニチュアの家、人、動物その他を配して箱庭的な風景空間を作り出して楽しむ遊びは、洲浜や盆景などの形で古くから存在していた。江戸時代には「占景盤」や「鉢山」と呼ばれるものが流行した。たとえば鉢山については、歌月庵喜笑（小田切春江）がその著『名陽見聞図会』（1832-1839）で「さてこの鉢山といへるは平たき鉢の中に岩、小石、苔などを以て山水の形を作り、小さき人形、堂塔或ひは民家、松、柳、梅など焼物の手遊びを並べ、風景よく仕組しものなり」と記述している。
しかし、格式のある国風展等の展示の場では鉢の上に人形を置くことなどは一切無い。盆栽の飾りは写実的にするのではなく、俳句のように無駄なものを一切排除して最低限の数の樹や草や添配（水石・金属や木製のミニチュア等）を使って景色を表す。その際も出来るだけ抽象的にした方が、見る人によって捉え方が違うので景色の幅が広がる。逆に写実的にしすぎると、景色を押し付けてしまうので決まった景色しか見えなくなってしまう。マン盆栽は後者の方だが、趣味がない人にも景色が分かりやすいので広く知られるようになり、若者を中心とした昨今の盆栽ブームの火付け役になった。家元のパラダイス山元が展覧会会場で、盆栽愛好家から「盆栽の上に人形など置きおってからに」とか「盆栽が泣いておる」などと幾度も罵倒されている。